# Alexandre, Príncipe Herdeiro da Iugoslávia
Alexandre Karađorđević (Londres, 17 de julho de 1945), foi o Príncipe Herdeiro da Iugoslávia de seu nascimento em julho de 1945 até a abolição da monarquia em novembro do mesmo ano. É o atual pretendente aos extintos tronos da Iugoslávia e da Sérvia e mantem o título cerimonial de Príncipe Herdeiro da Sérvia e da Iugoslávia. Alexandre é o filho único do rei Pedro II, último rei da Iugoslávia, e de sua esposa, a princesa Alexandra da Grécia e Dinamarca, filha do rei Alexandre I da Grécia.
Ele reivindica o título de Rei da Iugoslávia, o que não era reconhecido nem pelo Estado iugoslavo nem pelar repúblicas surgidas da fragmentação da Iugoslávia, nem por qualquer outro país, desde a proclamação da República Socialista Federativa da Iugoslávia em 1945. Ele prefere ser conhecido como Príncipe herdeiro Alexandre II, um título que combina seu título de nascimento com o nome de trono e a numeração romana que usaria se fosse coroado rei.

## Vida no Exílio

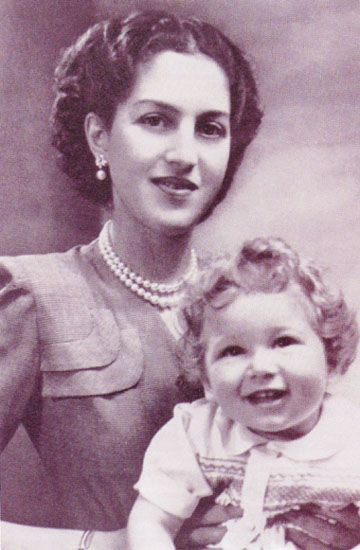
Alexandra da Jugoslávia com o seu filho, o príncipe herdeiro Alexandre.

Nasceu no hotel Claridge's de Londres a 17 de julho de 1945, filho único do rei Pedro II da Jugoslávia último rei da Jugoslávia e da princesa Alexandra da Grécia e da Dinamarca. Alexandre é neto, por via paterna, do rei Alexandre II da Jugoslávia e da princesa Maria da Roménia, e por via materna, do rei Alexandre I da Grécia e de Aspasia Manos.
Desde a ocupação alemã da Jugoslávia, no ano de 1941, Londres tinha-se convertido no exílio de muitas das famílias reais europeias. Foi em Londres onde o rei Pedro II da Jugoslávia e a princesa Alexandra da Grécia se conheceram e se casaram. Também em Londres o casal teve seu único filho numa habitação do célebre hotel Claridge's que o primeiro-ministro Winston Churchill havia declarado território jugoslavo ad hoc.
Alexandre foi baptizado na catedral ortodoxa de Santa Sofia da capital inglesa, sendo os seus padrinhos o rei Jorge VI do Reino Unido e a então princesa Isabel II do Reino Unido.
As múltiplas tentativas de suicídio por parte da rainha Alexandra e a deterioração constante da saúde mental do rei Pedro II da Jugoslávia determinaram uma infância difícil para o príncipe Alexandre. Finalmente, o príncipe foi afastado do ambiente familiar e educado primeiro em casa dos barões de Robiland e posteriormente no prestigiado internato suíço do Instituto de Le Rosey e o internato inglês de Gordonstoun.
A 1 de julho de 1972 contraiu casamento na localidade sevilhana de Villamanrique de la Condesa com a princesa Maria da Glória de Orléans e Bragança, filha do príncipe Pedro de Alcântara Gastão de Orléans e Bragança e da princesa Maria de la Esperanza de Bourbon. Antes do divórcio no ano de 1985, o casal teve três filhos, todos na linha sucessória ao trono iugoslavo, mas nenhum na linha do trono brasileiro devido a renúncia de avô de Maria da Glória de Orleáns e Bragança, Dom Pedro de Alcântara, ao trono ao se casar com uma condessa checa de baixa nobreza:
- Pedro da Jugoslávia, nascido em 1980 em Chicago, Estados Unidos.
- Filipe da Jugoslávia, nascido em Falls Church, no estado americano de Virgínia, no ano de 1982.
- Alexandre da Jugoslávia, nascido em Falls Church, no estado americano de Virgínia, no ano de 1982.

Em 1985, casou-se em segundas núpcias com a cidadã inglesa de origem grega Caterina Bátis.

## Regresso à Jugoslávia

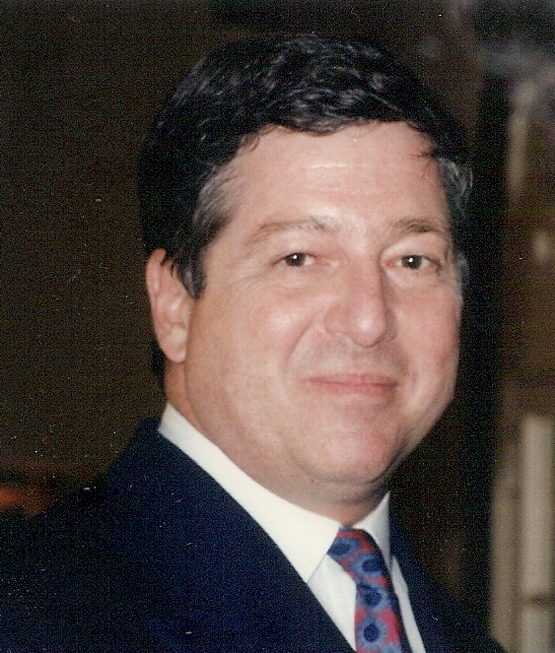
O príncipe Alexandre em 1992

Em 1991, o príncipe Alexandre pisou pela primeira vez terras jugoslavas, mas não se instalou até depois da queda do governo de Slobodan Milosevic no ano 2000. Em março de 2001, lhe é concedida a nacionalidade jugoslava e lhe são devolvidas todas as propriedades da família real confiscadas em 1947.
Actualmente, Alexandre e a sua família vivem numa propriedade no bairro belgradino de Dedinje, composta por duas residências conhecidas como Kralevski Dvor (Palácio Real) e Beli Dvor (Palácio Branco).
Desde o seu regresso à Jugoslávia em 2001, as novas autoridades constitucionais incluíram o príncipe Alexandre em múltiplos actos oficiais e a maioria dos partidos parlamentares aceitaria uma eventual restauração da instituição.[carece de fontes?] Diversos partidos políticos manifestaram o seu apoio à monarquia, entre os quais se encontram: Movimento Renovador Sérvio, o Partido Democrático (actualmente no Governo) e o Partido Democrata-Cristão; além da Igreja Ortodoxa Sérvia.[carece de fontes?]
A necessidade de estabilidade e o prestígio crescente da monarquia permitiram falar de uma eventual restauração monárquica. Para além dos múltiplos compromissos nos quais o príncipe participa, existiram já várias missões diplomáticas encabeçadas pelo príncipe Alexandre.
A vocação europeísta e as ligações familiares que o príncipe possui (primo-irmão do rei Constantino II da Grécia, da rainha Sofia da Espanha, do duque Amadeu de Sabóia-Aosta e afilhado de Isabel II do Reino Unido) são os principais atrativos que a monarquia implica.
No ano de 2006, após o referendo da auto-determinação do Montenegro, o príncipe Alexandre fez público um manifesto no qual se oferecia para liderar o futuro desenvolvimento da Sérvia.